# Angelo Bottino
Angelo Bottino (Santa Margherita Ligure, 25 agosto 1948) è un politico italiano.

## Biografia
Diplomato, è impiegato di banca. È stato sindaco di Santa Margherita Ligure per due mandati, dal 1995 fino al 2004. Alle elezioni politiche del 2001 viene eletto alla Camera dei deputati con La Margherita. Termina il proprio mandato parlamentare nel 2006.
Alle elezioni amministrative del 2009 si ricandida a sindaco di Santa Margherita Ligure, venendo sconfitto e ricopre il ruolo di consigliere comunale di minoranza. Nel 2014 si ricandida come consigliere e viene eletto, nonostante la sconfitta della lista. Ricandidato al consiglio anche alle amministrative del 2019, ottiene 204 preferenze e viene eletto come consigliere di opposizione, ma si dimette poco dopo.